# Атака на табір Аль-Махала
Атака на табір Аль-Махала також відома як масова розправа Аль-Махала відбулася 17 грудня 2009 року, коли військові Сполучених Штатів запустили крилат ракети «Томагавк» з корабля біля берегів Ємену на табор бедуїнів у південному селищі Аль-Махала в Ємені, в результаті чого загинули 14 підопічних Аль-Каїди і 41 цивільний, включно 14 жінок і 21 дитина.

## Атака
Атака на табір Аль-Махала відбувся 17 грудня 2009 року, Крилатими ракетами які запустили Сполучені Штати. Спочатку і американські, і єменські уряди заперечували участь США в атаці, незважаючи на звинувачення Amnesty International. Через кілька місяців після нападу на Аль-Махала, Amnesty International опублікувала фотографії, на яких видно американську касетну бомбу і силову установку з крилатими ракетами «Томагавк». Наступний запит єменського парламенту показав, що було вбито чотирнадцять бойовиків "Аль-Каїди", а також 41 цивільний, включаючи 21 дитину.
Основна мета нападу - Касим аль-Раймі, лідер «Аль-Каїди», який, як вважали, був під час бомбардування 2007 року в центральному Ємені, який убив сім іспанських туристів і двох єменців, пережив атаку.

## Освітлення в ЗМІ
- ''Dirty Wars'', американський документальний фільм 2013 року режисера Річарда Роулі, написаний Джеремі Скахіллом і Девідом Райкером.